# Kyle Hines
Kyle Tyrrel Hines (Sicklerville, 2 settembre 1986) è un ex cestista statunitense.
Cresciuto cestisticamente nell'università di "North Carolina at Greensboro" (da non confondere con la sportivamente molto più rinomata università di "North Carolina at Chapel Hill" dove tra gli altri ha giocato Michael Jordan) , si è affermato in Europa con le maglie dell"Olympiakos Pireo e del CSKA Mosca, vincendo quattro volte l'Eurolega (2012, 2013, 2016 e 2019) e disputando altre 4 volte le Final Four. Dententore, con 399 apparizioni, del record presenze nella massima competizione continentale, è ritenuto tra i migliori giocatori della storia del basket europeo.

## Caratteristiche tecniche
È un centro che, nonostante l'anomala altezza di 198 cm, è dotato di grande fisicità ed atletismo. Nonostante sia più minuto rispetto agli altri giocatori nel suo ruolo, la sua forza e la sua agilità gli consentono di prevalere il più delle volte sotto canestro anche contro avversari più grossi. Grazie a queste caratteristiche e ad una elevazione sopra la media riesce ad essere un buon rimbalzista. Nonostante, soprattutto in età più giovane, sia sempre stato affidabile offensivamente sotto canestro, il suo più grande punto di forza è sempre stata la difesa, tanto da venire eletto per tre volte miglior difensore nelle stagioni d'Eurolega. In questo fondamentale è considerato uno dei migliori nel suo ruolo in Europa.

## Carriera

### Veroli Basket (2008-2010)
Dopo non essere stato scelto al Draft NBA 2008, si accasa alla Veroli Basket, nella quale gioca per due anni in Legadue e riesce a conquistare due volte la Coppa Italia di Legadue, venendo anche nominato MVP nella prima occasione.

### Brose Bamberg (2010-2011)
Nell'estate del 2010, lascia la squadra laziale per accasarsi con il Brose Bamberg, militante nella Bundesliga.
Con la squadra bavarese, vince una Supercoppa tedesca, la Coppa di Germania e il campionato. A titolo individuale, viene nominato MVP delle finals della Bundesliga e del BBL All-Star Game. 

### Olympiakos (2011-2013)
Nel luglio 2011, Kyle Hines firma con l'Olympiakos.
Con la squadra greca vince, nel 2012, la 72ª edizione del campionato greco e due edizioni consecutive, nel 2012 e nel 2013, dell'EuroLegue, la massima competizione del basket continentale. Contribuisce in modo determinante alle vittorie della squadra, soprattutto con delle notevoli prestazioni difensive.
Il 24 giugno 2013, il giocatore statunitense si avvale dell'opt-out, rescindendo il contratto con l'Olympiakos e accasandosi con i russi del CSKA Mosca. 

### CSKA Mosca (2013-2020)
Il 28 giugno 2013, Kyle Hines firma un contratto biennale con il CSKA Mosca, una delle squadre più forti del basket europeo.
Le prime due stagioni in terra russa si rivelano complicate per il centro. La squadra non riesce a imporsi in Europa, il giocatore non riesce a imporsi nella squadra, raggiungendo il suo career-lows (minimo di punti medi realizzati). Nonostante le difficoltà, dopo la vittoria in VTB United League, estende il suo contratto per altri due anni.
La stagione successiva si conclude con la vittoria dell'EuroLeague 2015-2016 e la vittoria individuale dell'EuroLeague Best-Defender. A questa, si associa la vittoria finale in VTB United League, il trofeo vinto più volte in maglia moscovita dal talento americano (sei volte, consecutivamente). 
Il 16 giugno 2017, estende nuovamente il suo contratto per altri due anni. Nel 2018, vince, per la seconda volta in carriera, l'EuroLeague Best-Defender. A differenza dell'occasione precedente, alla gioia individuale non corrisponde una di squadra. Questa arriverà l'anno successivo, con la vittoria del CSKA Mosca nell'edizione 2018-19 dell'EuroLeague.

### Olimpia Milano (2020-2024)
Nel giugno del 2020 Hines torna a giocare in Italia 10 anni dopo aver lasciato Veroli, firmando un contratto di due anni con l'Olimpia Milano, militante in Serie A e in Eurolega, dopo aver speso 7 anni con il CSKA Mosca. Nella prima stagione con i biancorossi, vince la Supercoppa Italiana 2020, la Coppa Italia 2021 e ottiene il terzo posto nell'EuroLegaue 2020-21.
La seconda stagione in biancorosso gli permette di aggiungere in bacheca una seconda Coppa Italia.
La stagione di EuroLeague 2021-22 è "da record", per quanto riguarda le statistiche individuali: il centro americano diventa, infatti, l'undicesimo giocatore a raggiungere quota 3000 punti segnati nella competizione e l'all-time-leader per canestri da due punti segnati, superando i 1190 del greco Georgios Printezis. Queste si aggiungono all'essere già l'all-time-leader per rimbalzi offensivi (824 in 425 gare disputate).
Accede, con il resto della sua squadra, ai play-off della Euroleague Basketball 2021-2022, dove viene, però, eliminato per 3 a 1 dall'Anadolu Efes. Nonostante la prematura conclusione dell'avventura europea, viene nominato Eurolegue Best Defender per la terza volta in carriera.
La stagione in campo italiano si conclude con il double Coppa Italia (vinta in finale contro il Derthona Basket) - scudetto, vinto all'esito della serie finale contro la Virtus Bologna per 4-2: in particolare, si ricorda una sua stoppata in gara 4 su Isaïa Cordinier in un momento delicatissimo del match (57-57 nel 4° periodo), lanciando il parziale di 18-0 che decise quella partita in favore di Milano.  Le prestazioni rese durante tutta la stagione, impreziosita dal riconoscimento come miglior giocatore difensivo della fase finale, gli valgono il rinnovo con l'Olimpia MIlano.
Al termine della sua quarta stagione in maglia biancorossa, annuncia il suo ritiro dal basket giocato.

## Statistiche

### NCAA
| Anno      | Squadra       | PG  | PT  | MP   | TC%  | 3P%  | TL%  | RP  | AP  | PRP | SP  | PP   |
| --------- | ------------- | --- | --- | ---- | ---- | ---- | ---- | --- | --- | --- | --- | ---- |
| 2004-2005 | UNCG Spartans | 30  | 30  | 33,3 | 62,1 | 0,0  | 53,7 | 8,6 | 0,8 | 1,3 | 3,5 | 13,6 |
| 2005-2006 | UNCG Spartans | 30  | 30  | 34,0 | 62,2 | 18,2 | 55,1 | 8,2 | 1,9 | 1,7 | 2,8 | 19,3 |
| 2006-2007 | UNCG Spartans | 29  | 28  | 32,0 | 55,5 | 16,7 | 60,0 | 9,0 | 0,9 | 1,4 | 2,2 | 20,9 |
| 2007-2008 | UNCG Spartans | 31  | 30  | 32,3 | 55,6 | 12,5 | 62,8 | 9,1 | 1,4 | 1,8 | 3,1 | 19,2 |
| Carriera  | Carriera      | 120 | 118 | 32,9 | 58,4 | 15,4 | 58,6 | 8,7 | 1,2 | 1,5 | 2,9 | 18,2 |

#### Massimi in carriera
- Massimo di punti: 38 vs Marshall (11 novembre 2006)[13]
- Massimo di rimbalzi: 21 vs Charleston (3 dicembre 2005)
- Massimo di assist: 6 vs Montreat (11 gennaio 2006)
- Massimo di palle rubate: 5 (6 volte)
- Massimo di stoppate: 7 (4 volte)
- Massimo di minuti giocati: 43 vs East Tennessee State (18 gennaio 2005)

### Eurolega
| Anno       | Squadra        | PG  | PT  | MP   | TC%  | 3P%  | TL%  | RP  | AP  | PRP | SP  | PP   |
| ---------- | -------------- | --- | --- | ---- | ---- | ---- | ---- | --- | --- | --- | --- | ---- |
| 2010-2011  | Bamberger      | 10  | 0   | 23,6 | 64,3 | -    | 46,7 | 5,4 | 0,5 | 0,8 | 1,1 | 12,9 |
| 2011-2012† | Olympiakos     | 22  | 1   | 19,6 | 51,9 | -    | 57,6 | 4,5 | 1,0 | 0,4 | 1,1 | 9,9  |
| 2012-2013† | Olympiakos     | 31  | 0   | 20,2 | 59,9 | 0,0  | 58,7 | 6,0 | 1,2 | 0,7 | 1,2 | 9,4  |
| 2013-2014  | CSKA Mosca     | 29  | 12  | 19,7 | 63,2 | -    | 68,4 | 4,5 | 1,1 | 0,9 | 0,8 | 7,6  |
| 2014-2015  | CSKA Mosca     | 30  | 0   | 17,5 | 61,2 | 0,0  | 68,2 | 4,3 | 0,5 | 0,6 | 0,8 | 6,8  |
| 2015-2016† | CSKA Mosca     | 29  | 16  | 26,3 | 67,4 | -    | 65,8 | 4,7 | 1,0 | 0,6 | 0,8 | 10,9 |
| 2016-2017  | CSKA Mosca     | 35  | 23  | 20,5 | 65,0 | -    | 70,2 | 4,3 | 0,6 | 0,7 | 0,5 | 8,5  |
| 2017-2018  | CSKA Mosca     | 31  | 26  | 21,8 | 60,5 | 0,0  | 78,7 | 4,4 | 1,2 | 1,1 | 0,8 | 8,4  |
| 2018-2019† | CSKA Mosca     | 36  | 5   | 19,6 | 58,0 | -    | 63,1 | 3,6 | 1,4 | 0,7 | 0,7 | 7,3  |
| 2019-2020  | CSKA Mosca     | 28  | 27  | 23,4 | 63,0 | 33,3 | 64,9 | 4,9 | 1,4 | 0,6 | 0,9 | 8,8  |
| 2020-2021  | Olimpia Milano | 40  | 17  | 24,3 | 55,0 | 0,0  | 65,2 | 4,4 | 2,0 | 0,8 | 0,8 | 7,7  |
| 2021-2022  | Olimpia Milano | 36  | 21  | 23,8 | 63,0 | 100  | 65,8 | 5,3 | 1,8 | 0,7 | 0,7 | 8,0  |
| 2022-2023  | Olimpia Milano | 34  | 10  | 18,8 | 62,5 | 0,0  | 68,4 | 3,6 | 1,5 | 0,6 | 0,6 | 5,5  |
| 2023-2024  | Olimpia Milano | 34  | 2   | 12,3 | 55,1 | 0,0  | 67,5 | 2,3 | 0,8 | 0,4 | 0,4 | 3,3  |
| Carriera   | Carriera       | 425 | 160 | 20,7 | 60,6 | 15,4 | 65,2 | 4,4 | 1,2 | 0,7 | 0,8 | 7,9  |

## Palmarès

### Club

#### Competizioni nazionali
- Coppa Italia di Legadue: 2

Veroli Basket: 2009, 2010
- Supercoppa tedesca: 1

Brose Bamberg: 2010
- Campionato tedesco: 1

Brose Bamberg: 2010-11
- Coppa di Germania: 1

Brose Bamberg: 2011
- Campionato greco: 1

Olympiakos: 2011-12
- Supercoppa italiana: 1

Olimpia Milano: 2020
- Coppa Italia: 2

Olimpia Milano: 2021, 2022
- Campionato italiano: 3

Olimpia Milano: 2021-2022, 2022-23, 2023-24

#### Competizioni internazionali
- Eurolega: 4

Olympiakos: 2011-12, 2012-13
CSKA Mosca: 2015-16, 2018-19
- VTB United League: 6

CSKA Mosca: 2013-14, 2014-15, 2015-16, 2016-17, 2017-18, 2018-19

### Individuale
- MVP Coppa Italia Legadue FIP: 1

2009
- Basketball-Bundesliga MVP finals: 1

2010-11
- SnaiPay Best Defender in LBA Finals 2022 [14]

- Euroleague Best Defender: 3

2015-16, 2017-18, 2021-22
- VTB United League Defensive Player of the Year: 1

2015-16